# Очередь (программирование)

О́чередь — абстрактный тип данных с дисциплиной доступа к элементам «первый пришёл — первый вышел» (FIFO, англ. first in, first out). Добавление элемента (принято обозначать словом enqueue — поставить в очередь) возможно лишь в конец очереди, выборка — только из начала очереди (что принято называть словом dequeue — убрать из очереди), при этом выбранный элемент из очереди удаляется.

## Способы реализации очереди
Существует несколько способов реализации очереди в языках программирования.

### Массив
Первый способ представляет очередь в виде массива и двух целочисленных переменных start и end.
Обычно start указывает на голову очереди, end — на элемент, который заполнится, когда в очередь войдёт новый элемент. При добавлении элемента в очередь в q[end] записывается новый элемент очереди, а end уменьшается на единицу. Если значение end становится меньше 1, то мы как бы циклически обходим массив, и значение переменной становится равным n. Извлечение элемента из очереди производится аналогично: после извлечения элемента q[start] из очереди переменная start уменьшается на 1. С такими алгоритмами одна ячейка из n всегда будет незанятой (так как очередь с n элементами невозможно отличить от пустой), что компенсируется простотой алгоритмов.
Преимущества данного метода: возможна незначительная экономия памяти по сравнению со вторым способом; проще в разработке.
Недостатки: максимальное количество элементов в очереди ограничено размером массива. При его переполнении требуется перевыделение памяти и копирование всех элементов в новый массив.

### Связный список
Второй способ основан на работе с динамической памятью. Очередь представляется в качестве линейного списка, в котором добавление/удаление элементов идет строго с соответствующих его концов.
Преимущества данного метода: размер очереди ограничен лишь объёмом памяти.
Недостатки: сложнее в разработке; требуется больше памяти; при работе с такой очередью память сильнее фрагментируется; работа с очередью несколько медленнее.

### Реализация на двух стеках
Методы очереди могут быть реализованы на основе двух стеков S1 и S2, как показано ниже:
```
Процедура
 enqueue(
x
):
    S1.push(
x
)
```

```
Функция
 dequeue():
    
если
 S2 пуст:
        
если
 S1 пуст:
            сообщить об ошибке: очередь пуста
```

```
        
пока
 S1 не пуст:
            S2.push(S1.pop())
```

```
    
вернуть
 S2.pop()
```

Такой способ реализации наиболее удобен в качестве основы для построения персистентной очереди.

## Очереди в различных языках программирования
Практически во всех развитых языках программирования реализованы очереди. В CLI для этого предусмотрен класс System.Collections.Queue с методами Enqueue и Dequeue. В STL также присутствует класс queue<>, определённый в заголовочном файле queue. В нём используется та же терминология (push и pop), что и в стеках.

## Применение очередей
Очередь в программировании используется, как и в реальной жизни, когда нужно совершить какие-то действия в порядке их поступления, выполнив их последовательно. Примером может служить организация событий в Windows. Когда пользователь оказывает какое-то действие на приложение, то в приложении не вызывается соответствующая процедура (ведь в этот момент приложение может совершать другие действия), а ему присылается сообщение, содержащее информацию о совершенном действии, это сообщение ставится в очередь, и только когда будут обработаны сообщения, пришедшие ранее, приложение выполнит необходимое действие.
Клавиатурный буфер BIOS организован в виде кольцевого массива, обычно длиной в 16 машинных слов, и двух указателей: на следующий элемент в нём и на первый незанятый элемент.